# Národní památník Coronado
Národní památník Coronado připomíná první organizovanou výpravu směrem na americký jihozápad. Výpravu vedl conquistador Francisco Vásquez de Coronado. Památník se nachází na americko–mexické hranici na jihovýchodním okraji pohoří Huachuca jižně od arizonského města Sierra Vista. Památník je dokladem silných vazeb, které USA a Mexiko spojují.

## Budování památníku
Podle oficiálních prohlášení byl památník byl původně navržen jako gesto dobré vůle a spolupráce mezi Spojenými státy a Mexikem, kdy obě strany uznaly význam Coronadovy expedice do této oblasti v roce 1540. Například roku 1939 poznamenal Výbor sněmovny pro zahraniční věci:
„Díky této expedici, která byla historiky charakterizována jako vpravdě jedna z největších pevninských výprav na světě, vznikla na americkém jihozápadě nová civilizace.“
A E.K. Burlew, úřadující ministr vnitra, přidal v roce 1940:
„Trvale připomínat objevitelské cesty Francisca Vásqueze de Coronada ... by mělo velký význam při prosazování vzájemných vztahů mezi Spojenými státy a Mexikem na přátelském základě kulturního porozumění ... [To by] zdůraznilo význam historie a problémy obou zemí a povzbudilo by spolupráci v rozvoji jejich společných zájmů.“
Místo tedy bylo 18. srpna 1941 označeno jako Coronado International Memorial (Mezinárodní památník Coronado) s nadějí, že se v sousedství arizonského památníku vytvoří podobný na mexické straně. Uspořádání parků mohlo být podobné mezinárodnímu parku Waterton-Glacier International Peace Park mezi Spojenými státy a Kanadou. Nicméně přes dobrou vůli mexické vlády nebyl mexický památník nikdy vybudován. Kongres proto 9. července 1952 změnil designaci mezinárodního památníku na národní památník. Pomník byl založen Harrym S. Trumanem 5. listopadu 1952. Stejně jako u všech ostatních historických oblastí spravovaných National Park Service byl i tento národní památník zapsán do registru amerických historických míst – National Register of Historic Places. Stalo se tak 15. října 1966.

## Galerie

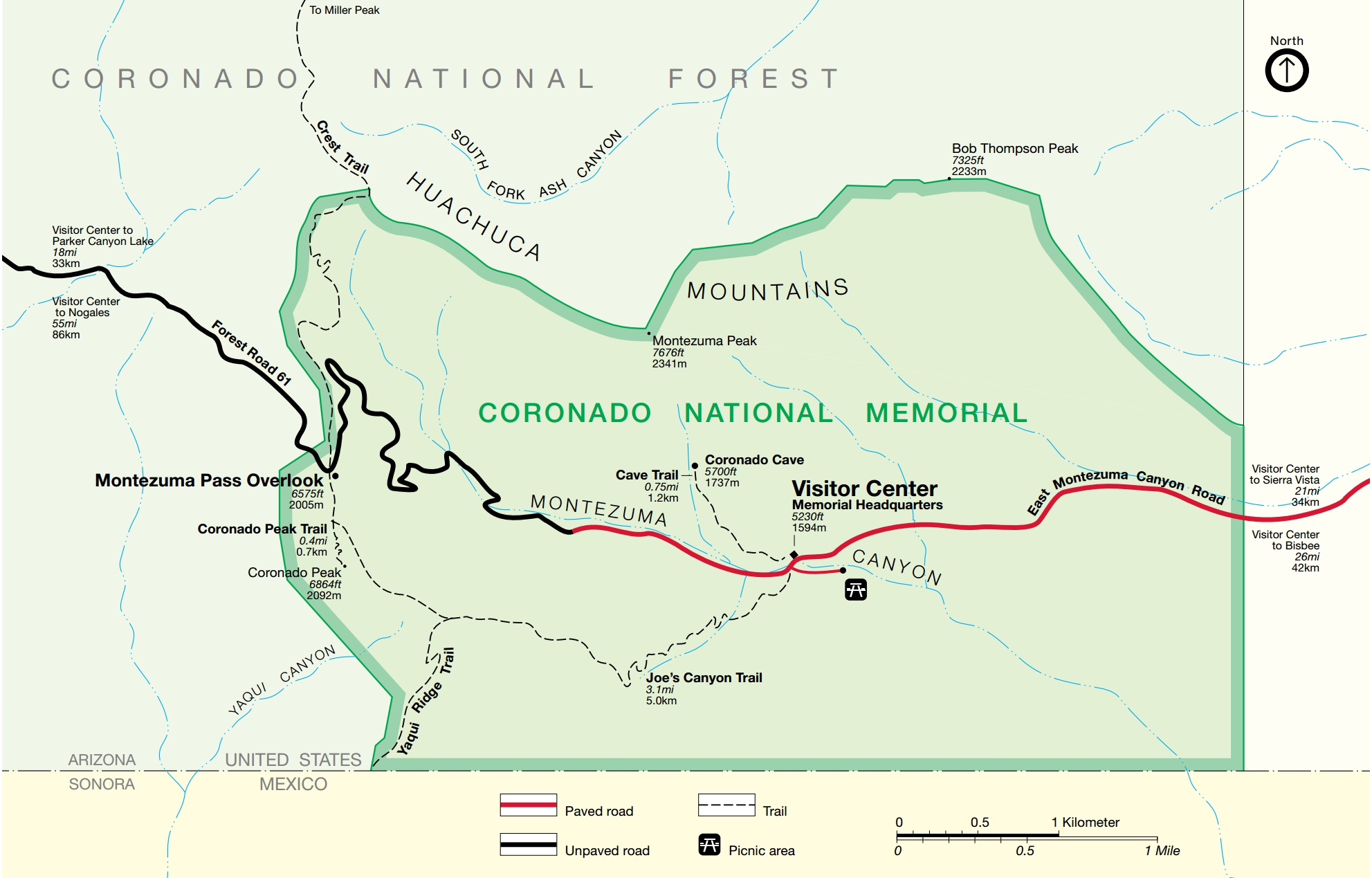
Mapa parku
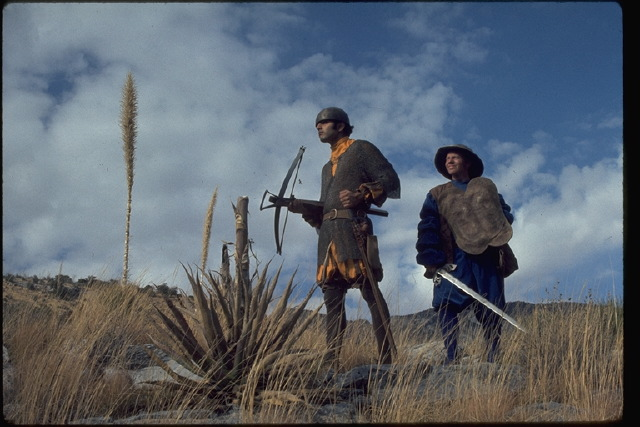
Dobová rekonstrukce Coronadova příchodu r.1540
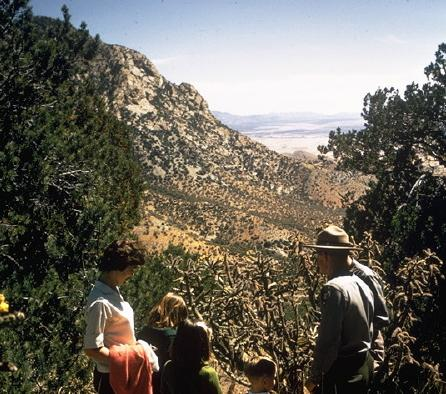
Návštěvníci v Coronado National Memorial
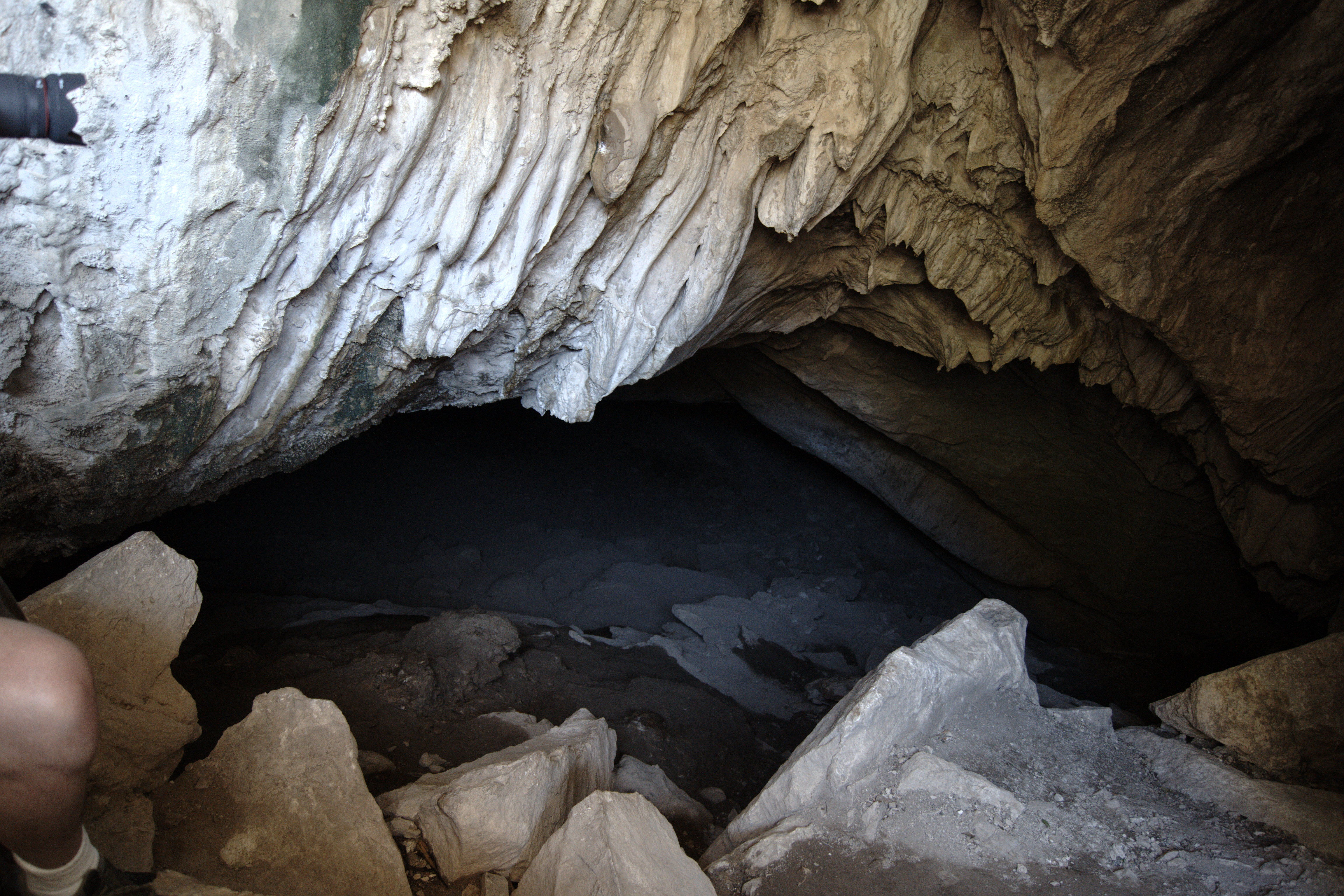
Jeskyně Coronado